# همسر مسافر زمان
همسر مسافر زمان (انگلیسی: The Time Traveler's Wife) رمان نخست ادری نیفنگر، نویسندهٔ اهل ایالات متحده است که در سال ۲۰۰۳ میلادی به چاپ رسید. این داستان، رمانی عاشقانه است و زندگی مردی به نام هِنری را روایت می‌کند که دچار نوعی اختلال ژنتیکی است که همین اختلال سبب سفر او در زمان می‌شود. این داستان در طبقه‌بندی ژانرهای ادبی در دسته رمان‌های عاشقانه و علمی–تخیلی قرار می‌گیرد. این داستان مفاهیمی همانند عشق، وفاداری و اختیار را مورد بازنگری قرار می‌دهد. همچنین با استفاده از عنصرِ داستانی و تخیلی آن یعنی سفر در زمان، مسئله سوءاستفاده و ایجاد فاصله در رابطه را در قالبی اگزیستانسیالیسمی مورد کندوکاش قرار می‌دهد.
این رمان در سپتامبر سال ۲۰۰۳ به وسیلهٔ انتشارات مک‌آدام/کیج در ایالات متحده و در ژانویه ۲۰۰۴ توسط انتشارات رندوم هاوس در بریتانیا منتشر شد. این کتاب در سال ۲۰۰۳ به عنوان کتاب سال وب‌سایت اینترنتی آمازون انتخاب شد. همچنین در سال ۲۰۰۹ نیز بر پایه این رمان، فیلمی به همین عنوان با کارگردانی رابرت شونتکه ساخته شد.

## ژانر و بن‌مایه کتاب
رمان به شیوهٔ اول شخص راوی داستان کتابداری به نام هِنری و همسرش، کِلر که هنرمند است و هشت سال از او کوچکتر است را روایت می‌کند. هنری در کتابخانه نیوبری در شهر شیکاگو شاغل است. هنری دچار نوعی اختلال ژنتیکی بسیار نادر بنام اختلال جابجایی زمانی است. آن‌ها برای نخستین بار زمانی با هم آشنا می‌شوند که کلر شش ساله است اما هنری سی‌شش ساله است اما در بیست‌وسه سالگی کلر و سی‌ویک سالگی هنری، باهمدیگر ازدواج می‌کنند.
نیفنگر بن‌مایه رمان را بر اساس تغییرپذیری، عشق، مرگ، رابطه جنسی و زمان بنا نهاده‌است. اکثر منتقدان ادبی برای این کتاب بر روی عناصری همانند زمان و عشق تمرکز کردند و چارلی-لی پاتر ، منتقد و روزنامه‌نگار ایندپندنت از آن به عنوان مرثیهٔ برای عشق و زمان یاد می‌کند.
شخصیت هنری گاهی با شخصیت بیلی پیل‌گریم در رمان سلاخ‌خانه شماره پنج اثر کرت وانه‌گت مقایسه می‌شود. دیگر شخصیت داستان یعنی کلر نیز خود را با پنلوپه که تلمیحی از انتظار او برای رسیدن اودیسئوس است، مقایسه می‌کند.

## جوایز
- جایزه ادبی لوکاس اوارد برای رمان نخست: ۲۰۰۴ (نامزد)
- جایزه ادبیات داستانی زنان: ۲۰۰۴ (نامزد)
- جایزه آرتور سی. کلارک: ۲۰۰۵ (نامزد)
- جایزه بوکه: ۲۰۰۵ (برنده)
- جایزه گفن: ۲۰۰۶ (نامزد)
- جایزه کتاب بریتانیا: ۲۰۰۶ (برنده)